# Алехинское сельское поселение (Орловская область)
Але́хинское се́льское поселе́ние — муниципальное образование в Хотынецком районе Орловской области Российской Федерации.
Площадь 14275,7 га. Административный центр — деревня Алехино.

## Физико—географическая характеристика
Муниципальное образование расположено в западной части Хотынецкого района и граничит на юге и западе с Брянской областью, на севере с Калужской областью, на востоке с Хотимль-Кузмёнковским сельским поселением, на юго—востоке с Меловским сельским поселением.
Основные реки - Обельна, Вытебеть, Вортуш, Песочня.

### Климат
На территории поселения господствует умеренно континентальный тип климата (по классификации Кёппена Dfb).

## История
Алехинское сельское поселение образовано 25 октября 2004 г.
Во время Великой Отечественной войны территория муниципального образования была оккупирована немецко—фашистскими захватчиками с 5 октября 1941 года. Почти два года продолжалась политика террора, насилия и грабежей фашистов над местным населением, которое так и не покорилось им, а лишь продолжало храбро сопротивляться. Административный центр, д. Алехино, был освобождён 11 августа 1943 года усилиями 31 гвардейской стрелковой дивизии РККА.

## Население
| 2010 | 2012 | 2013 | 2014 | 2015 | 2016 | 2017 |
| ---- | ---- | ---- | ---- | ---- | ---- | ---- |
| 721  | ↘697 | ↘674 | ↘641 | ↘610 | ↗621 | ↘609 |
| 2018 | 2019 | 2020 | 2021 | 2023 |      |      |
| ↘598 | ↘582 | ↘555 | ↘465 | ↘447 |      |      |

## Состав сельского поселения
В Алехинское сельское поселение входят 16 населённых пунктов:
| №  | Населённый пункт  | Тип населённого пункта          | Население (2010) |
| -- | ----------------- | ------------------------------- | ---------------- |
| 1  | Алехино           | деревня, административный центр | ↘229             |
| 2  | Башмаково         | деревня                         | 1                |
| 3  | Березина          | посёлок                         | 0                |
| 4  | Большое Нарышкино | деревня                         | 0                |
| 5  | Большое Юрьево    | деревня                         | ↘385             |
| 6  | Девять Дубов      | село                            | 26               |
| 7  | Ключевая          | деревня                         | 1                |
| 8  | Ключ-Колодезь     | посёлок                         | 0                |
| 9  | Малое Нарышкино   | деревня                         | 0                |
| 10 | Малое Юрьево      | деревня                         | 38               |
| 11 | Новокульнево      | деревня                         | 5                |
| 12 | Обельна           | деревня                         | 1                |
| 13 | Пырятинка         | деревня                         | 8                |
| 14 | То-Поле           | посёлок                         | 0                |
| 15 | Трубечина         | деревня                         | ↘0               |
| 16 | Холчёвка          | деревня                         | 23               |

## Транспорт
По территории поселения проходит местная дорога 54К—384, связывающая районный центр пгт. Хотынец с административным центром поселения д. Алехино. Расстояние 22 км.
В южной части территории проходит железная дорога Орёл—Брянск.